# Iridomyrmex bicknelli
Iridomyrmex bicknelli é uma espécie de formiga do gênero Iridomyrmex.